# Белоусов, Александр Николаевич
Александр Николаевич Белоу́сов (род. 23 ноября 1948, Куйбышев (ныне Самара), РСФСР) — советский и российский учёный, депутат Государственной Думы Федерального Собрания Российской Федерации третьего и четвёртого созывов.  Профессор МАИ, кандидат технических наук.[5]  Действительный государственный советник Российской Федерации II класса.

## Биография
Родился 23 ноября 1948 года в Куйбышеве (ныне Самара). Окончил 8 классов средней школы и в 1964 году поступил в Куйбышевский машиностроительный техникум.
В  1972 году окончил Куйбышевский авиационный институт (КуАИ) по специальности «инженер-механик по авиационным двигателям»,  в 1978 году аспирантуру, кандидат технических наук. Почётный выпускник Самарского государственного аэрокосмического университета.
Трудовую деятельность начал в ОКБ-276 генерального конструктора Н Д.Кузнецова (Куйбышевский моторный завод) инженером.
1980-1989 гг. - преподавал на кафедре «Теория двигателей летательных аппаратов» Куйбышевского авиационного института в должности ассистента, а затем доцента.
2007 г. - присвоено звание профессора по кафедре теории двигателей летательных аппаратов Самарского государственного аэрокосмического университета.
1982-1983 гг. - проходил научную стажировку в США, где работал в политехническом институте штата Джорджия и в Мэрилендском университете.
1989 г. - избран депутатом, затем председателем Ленинского районного Совета народных депутатов г. Самары.
1991-1997 гг. – глава администрации Ленинского района г. Самары.
За время работы в этой должности Белоусовым был внесен значительный вклад в развитие строительного комплекса центральной части города: получила развитие инфраструктура района, были открыты новые лечебные учреждения, школы, построено новое здание РОВД. За большой вклад в развитие материальной базы МВД России он был награжден знаком "За отличную службу во Внутренних войсках МВД".  Разработал программу по ликвидации ветхого жилья в старой части Самары и активно участвовал в ее реализации. Более 400 семей были переселены в новые благоустроенные квартиры.
1994-1996 гг. – депутат, заместитель председателя Самарской городской Думы.
1996-1997 гг. – проректор Самарского государственного аэрокосмического университета, совмещал на общественных началах эту должность с постом президента профессионального футбольного клуба «Крылья Советов».
Избран действительным членом Академии проблем качества Российской Федерации и членом-корреспондентом Академии космонавтики им. К.Э.Циолковского.
1997-1999 гг. – депутат, председатель Комитета по местному самоуправлению Самарской губернской Думы. Под его руководством разработан ряд законов, в том числе Самарский областной закон о местном самоуправлении.
1999 г. - избран депутатом Государственной Думы Федерального Собрания Российской Федерации 3 созыва по одномандатному избирательного округа № 153 Самарской области, набрав свыше 35 % голосов избирателей.
За время работы в Государственной Думе 3 созыва внёс самостоятельно или в соавторстве на рассмотрение Государственной Думы 56 законопроектов, среди них:
– О саморегулируемых организациях;
– О программах комплексного социально-экономического развития муниципальных образований;
– О внесении изменений и дополнений в Федеральный закон "О восстановлении и защите сбережений граждан Российской Федерации";
– О минимальных государственных социальных стандартах;
– О внесении дополнений в Кодекс Российской Федерации об административных правонарушениях (об установлении ответственности за нарушение правил обращения с ломом и отходами цветных и черных металлов);
– О внесении изменения в Федеральный закон "О Судебном департаменте при Верховном Суде Российской Федерации" (по вопросу исключения согласования с органами государственной власти субъекта Российской Федерации назначения начальника управления Судебного департамента в субъекте Российской Федерации);
– Об основах государственного регулирования авиационного лизинга;
| – О внесении изменений и дополнений в Уголовный кодекс Российской Федерации, Уголовно-процессуальный кодекс Российской Федерации и Кодекс Российской Федерации об административных правонарушениях (в части ужесточения ответственности за незаконный сбыт наркотических средств или психотропных веществ и вовлечение в их потребление, и уточнения ответственности за правонарушения, связанные с наркотическими средствами и психотропными веществами); |

Будучи членом Комитета по бюджету и налогам Государственной Думы 3 созыва активно работал над бюджетами 2001 – 2004 годов, за что дважды получал благодарности Министерства финансов Российской Федерации. В 2002 году награжден медалью "200 лет Министерству финансов Российской Федерации". По его инициативе были подготовлены и проведены парламентские слушания по вопросам местного самоуправления, территориального общественного самоуправления, о войсковых казачьих обществах.
В Государственной Думе 3 созыва Белоусов входил в состав депутатской группы "Народный депутат", являясь заместителем Председателя этой группы, членом Президиума Центрального Комитета Народной партии и Председателем Самарского регионального отделения "Народной партии Российской Федерации".
На президентских выборах в 2000 году являлся доверенным лицом В.В.Путина. Имеет благодарность Президента Российской Федерации за активную работу в этом направлении.
Белоусов был заместителем председателя межфракционного депутатского объединения "Авиация и космонавтика России", проводил большую работу по разработке концепции государственной промышленной политики России, уделяя большое внимание поддержке и развитию российского авиационно-космического комплекса.
Являясь заместителем сопредседателя Комиссии парламентского сотрудничества Россия - Европейский Союз, а также сопредседателем депутатского объединения "Европейский клуб", активно и последовательно отстаивал интересы Российской Федерации в Европейском сообществе, выступая на международных форумах, встречах с депутатами Европарламента и послами стран Евросоюза.
Белоусов был членом Комиссии Государственной Думы по изучению практики применения избирательного законодательства Российской Федерации при подготовке и проведении выборов и референдумов в Российской Федерации, а также председателем-координатором Межфракционной депутатской группы «Волга-Урал», объединяющей депутатов, избранных от регионов Приволжского федерального округа. Проводил большую работу по установлению и развитию межрегиональных связей внутри округа, а также по законодательному обеспечению защиты и возрождения бассейна реки Волги.
Входил в межфракционные депутатские объединения "Энергия России" и "Электронная Россия", созданные с целью законодательной поддержки реального сектора отечественной экономики.
2003 г. - избран депутатом Государственной Думы Федерального Собрания Российской Федерации 4 созыва по одномандатному избирательному округу № 153 Самарской области, набрав более 32 % голосов избирателей, что явилось выражением высокой степени доверия народа своему кандидату в ходе парламентских выборов.
В Государственной Думе 4-го созыва был членом Комитета по промышленности, строительству и наукоемким технологиям, в рамках которого его по инициативе и под его руководством создан Экспертный совет по вопросам авиационно-космического комплекса, который призван качественно изменить государственный подход к развитию авиационно-космической отрасли страны.
За активную работу в области законодательства награжден Почётной грамотой Государственной Думы Федерального Собрания Российской Федерации и почётным знаком Самарской Губернской Думы «За заслуги в законодательстве».
За активное участие в ветеранском движении награжден "Почетным знаком Российского комитета ветеранов войны и военной службы". За активную работу на посту председателя Экспертного совета награжден Почетным знаком ТПП Российской Федерации. За эффективную законотворческую деятельность, направленную на обеспечение условий, способствующих социально-экономическому развитию Самарской области и улучшению качества жизни ее населения награжден почетным знаком губернатора Самарской области "За труд во благо земли Самарской".
Белоусов являлся Координатором Партийного проекта "Авиапром" партии "Единая Россия",  членом Комиссии Всероссийской политической партии "Единая Россия" по вопросам национальной безопасности и взаимодействию с правоохранительными органами, членом Правления Российского союза товаропроизводителей, членом коллегии Федерального космического агентства, членом Совета Минтранса России по совершенствованию функционирования гражданской авиации, членом Рабочей группы Президиума Генерального совета Всероссийской политической партии "Единая Россия" по вопросам стратегии развития транспортной системы России, членом Комиссии по вопросам промышленной политики Всероссийской политической партии "Единая Россия".
2006 г. - присуждено звание "Почетный авиастроитель РФ", награжден медалью Межгосударственного авиационного комитета "За заслуги в области авиации" и Почетной грамотой Министерства транспорта Российской Федерации за большой личный вклад в законодательное обеспечение дорожной отрасли и вопросов транспорта.
25 июля 2006 года награждён медалью ордена "За заслуги перед Отечеством" II степени.
2007 г. -  награждён Орденом Русской Православной Церкви Преподобного Сергия Радонежского III степени.
В 2007 г. закончил профессиональную переподготовку в НОУ ВПО "Международный институт рынка" г.Самары по программе "Экономика и управление на предприятии", присуждена квалификация - экономист по специальности "Финансы и кредит".
2007 - 2012 гг. - начальник Аналитического управления Аппарата Государственной Думы Федерального Собрания Российской Федерации 5 созыва.
С 2008 г. - Председатель Комитета Торгово-промышленной палаты Российской Федерации по развитию авиационно-космического комплекса.
Ведя административную, общественную и депутатскую деятельность, продолжал заниматься научной и преподавательской работой. Имеет более 80 научных публикаций, 5 учебников, учебных пособий и монографий, автор 10 изобретений.

## Награды
- Медаль ордена «За заслуги перед Отечеством» II степени (25 июля 2006 года) — за активное участие в законотворческой деятельности и многолетнюю добросовестную работу[4]
- Медаль Межгосударственного авиационного комитета "За заслуги в области авиации".
- Медаль ветерана труда (1 июля 2005 года).
- Нагрудный знак "За отличие в службе во Внутренних войсках МВД" II степени.
- Золотая медаль Петра Великого "За Трудовую доблесть".
- Орден Русской Православной Церкви Преподобного Сергия Радонежского III степени.
- Орден "Дружбы народов России и Армении"(07 ноября 2005 года).
- Медаль «200 лет Министерству финансов Российской Федерации» (26 августа 2002 года).
- Медаль "За отличие" II степени в соответствии с приказом Войскового Атамана Волжского казачьего войска от 5 мая 2006 года.
- Знак отличия Торгово-промышленной палаты Российской Федерации II степени.
- Почетный знак губернатора Самарской области "За труд во благо земли Самарской".
- Почетный знак "За заслуги перед городом Самара" I степени.
- Почетный знак Самарской Губернской Думы "За заслуги в законодательстве".
- Почетный знак Союза авиапроизводителей России.

## Звания и почетные грамоты
- Почетный авиастроитель Российской Федерации.
- Благодарность В.В.Путина за активное участие в избирательной кампании по выборам Президента Российской Федерации.
- Почетная грамота Государственной Думы Федерального Собрания Российской Федерации.
- Благодарность Председателя Государственной Думы.
- Благодарность Правительства Российской Федерации.
- Почетная грамота Торгово-промышленной палаты Российской Федерации.
- Почетная грамота Самарской Губернской Думы.
- Академик Академии космонавтики им. К. Э. Циолковского.
- Академик Академии проблем качества РФ.
- Профессор по кафедре теории двигателей летательных аппаратов.
- Академик Академии проблем безопасности, обороны и правопорядка.
- Действительный член Всемирной Академии Наук Комплексной Безопасности.

## Семья и увлечения
Женат, имеет сына и дочь.
- жена — Белоусова Любовь Леонидовна
- дети — сын Леонид, дочь Ксения

Увлечения: книги (собирание библиотеки), спорт — кандидат мастера спорта по туризму, имеет 1-й разряд по лыжам, легкой атлетике, увлекается футболом, столярное и плотницкое дело, разведение тюльпанов и хвойных деревьев на приусадебном участке.